# Copa Triangular de Vuelo Acrobático (CTVA)
La Copa Triangular de Vuelo Acrobático (CTVA) es un competición de acrobacia aérea: de Vuelo Acrobático Clásico y de Estilo Libre, que se realiza principalmente en España.

## Historia
La primera edición fue en 2004, y se celebra anualmente. Es una competición de carácter internacional, han estado representados los siguientes países: Portugal, Francia, Bélgica, Alemania, Italia, Irlanda, Lituania, Estonia, Rusia, Argentina, Bulgaria e Inglaterra (Jueces).  En tres ocasiones la CTVA se ha disputado en Portugal.

## Comité organizador
El creador, gestor y propietario de todos los derechos de la Copa Triangular de Vuelo Acrobático es el Club Acrobático Central de Madrid.
Para poder participar los pilotos deberán abonar una cuota de inscripción, que será determinada por la organización.

## Categorías
Actualmente hay 5 niveles de destreza que pueden ser alcanzados. Estos suponen un paso progresivo y gradual, en el desarrollo deportivo del piloto.
Estas categorías son:
- Deportivo
- Intermedio
- Yak Internacional (implementada en 2009 por la Federación Aeronáutica Internacional)
- Avanzado
- Ilimitado

También se entrega el Trofeo Futuro, que no tiene título de campeón; se disputa de manera independiente en cada prueba, pero no suma puntos de cara a una clasificación final.

## Pruebas
La Copa Triangular está compuesta por tres Mangas anuales, disputándose (en principio) cada una de ellas en diferentes fechas y lugares.
En cada prueba puede haber desde 2 a 4 programas según la categoría. Estos programas son:
- Conocido
- Libre
- Desconocido
- Q Freestyle

Los programas de competición se entregan según el Diccionario Aerocriptográfico Aresti.

## Sistema de puntuación
La CTVA combina características del Campeonato Mundial de Vuelo Acrobático y la Red Bull Air Race World Series. El ganador de cada programa de cada manga se decide por puntos porcentuales (puntos normales), pero en cuanto a la clasificación final de cada manga, se aplica el criterio de puntuación según posición lograda en cada una de los programas (puntos copa), en lugar de sumar los puntos porcentuales de cada programa (FAI WAC). De todas formas, en caso de empate en puntos copa, se miran los puntos normales.
| Posición    | 1  | 2 | 3 | 4 | 5 | 6 | 7 | 8 |
| Puntos copa | 10 | 8 | 6 | 5 | 4 | 3 | 2 | 1 |
| ----------- | -- | - | - | - | - | - | - | - |

La competición consta de TRES MANGAS. La puntuación final de la competición de un piloto es la suma de las dos mejores puntuaciones obtenidas en las mangas.

## Palmarés
Ganadores según categoría:
| Año  | Ilimitado          | Avión acrobático | Avanzado        | Avión acrobático | Yak Internacional | Avión acrobático | Intermedio         | Avión acrobático | Deportivo            | Avión acrobático | Trofeo Futuro | Avión acrobático |
| ---- | ------------------ | ---------------- | --------------- | ---------------- | ----------------- | ---------------- | ------------------ | ---------------- | -------------------- | ---------------- | ------------- | ---------------- |
| 2011 | Sin representación | -                | David Membrives | Extra 300S/Z50   | -                 | -                | Rafa Molina        | Z50              | Javier Guevara       | Cap10B           | Santi Feced   | Cap10B           |
| 2010 | Cancelada          | -                | -               | -                | -                 | -                | -                  | -                | -                    | -                | -             |                  |
| 2009 | Cástor Fantoba     | Su-26            | Lino Gonçalves  | Extra 300S       | Nico Goulet       | Yak 52           | Santiago Sampietro | Extra 300L       | Miguel A. Larraga    | Super Decathlon  | Santi Feced   | Cap10            |
| 2008 | Juan Velarde       | Su 26            | Nico Goulet     | Yak52            | -                 | -                | Miguel Salas       | Yak52            | Javier "Tadeo" Errea | Extra300L        | -             | -                |
| 2007 | Juan Velarde       | Su 26            | Antonio Ideias  | Extra300L        | -                 | -                | Adree Semet        | Cap10            | Miguel Salas         | Yak52            | -             | -                |
| 2006 | Cástor Fantoba     | Su 26            | Jorge Macías    | Z50              | -                 | -                | Aurimas Bezaras    | Yak52            | Ramón Bosch          | Pitts S2b        | Miguel Salas  | Yak52            |
| 2005 | Cástor Fantoba     | Su 26            | Jorge Macías    | Z50              | -                 | -                | Manuel Rey         | Yak52            | David Flitterman     | Su29             | Fernando Ruas | Yak52            |
| 2004 | Cástor Fantoba     | Su 26            | -               | -                | -                 | -                | Jorge Macías       | Z50              | Daniel González      | Z50              | Luis Rollán   | Yak52            |

## Evaluadores
Los Evaluadores califican a los pilotos para que estos puedan competir en cada categoría. Los Evaluadores podrán ser de dos tipos:
- Pilotos de Categoría Ilimitado en activo.
- Jueces CTVA. Los Jueces de la Copa Triangular serán siempre Jueces o Pilotos ilimitados Internacionales en activo de reconocido prestigio.

## Requisitos de los competidores
Cada competidor deberá poseer la calificación acrobática en vigor para el nivel de
vuelo en el que compita (Categorías Acrobáticas según Normativa de la Copa Triangular). Pueden participar pilotos no españoles.